# New Yorks stadshus
New Yorks stadshus (engelska: New York City Hall) ligger i området Civic Center på Nedre Manhattan i New York, mellan Broadway, Park Row och Chambers Street. Det byggdes åren 1810–1812.
Stadshuset är säte för New Yorks borgmästare samt för fullmäktigeförsamlingen New York City Council.

### Fotnoter
1. ↑  ”City Hall”. NYC-APP. Arkiverad från originalet den 29 oktober 2013. https://web.archive.org/web/20131029194827/http://www.nyc-app.com/sv/articles/city-hall. Läst 18 juli 2013.